# Marizol Landázuri
Narcisa Marizol Landázuri Benítez (* 20. August 1992 in Esmeraldas) ist eine ecuadorianische Leichtathletin, die sich auf den Sprint spezialisiert hat.

## Sportliche Laufbahn
Erstmals bei einer internationalen Meisterschaft, trat Marizol Landázuri bei den Juegos Bolivarianos 2013 in Trujillo an und gewann dort mit der ecuadorianischen 4.mal-100-Meter-Staffel in 44,29 s die Bronzemedaille hinter den Teams aus Kolumbien und Venezuela. Im Jahr darauf gewann sie bei den Ibero-amerikanischen Meisterschaften in São Paulo in 23,60 s die Silbermedaille im 200-Meter-Lauf hinter der Brasilianerin Franciela Krasucki und über 100 Meter belegte sie in 11,61 s den fünften Platz. 2015 nahm das ecuadorianische Sprintteam erstmals an den World Relays auf den Bahamas teil und entschieden dort in 44,14 s das B-Finale für sich. Es folgte ein siebter Platz über 100 Meter und ein vierter Platz mit der Staffel bei den Südamerikameisterschaften in Lima. Bei den Panamerikanischen Spielen in Toronto gelangte sie im 100-Meter-Lauf bis in das Halbfinale, in dem sie mit 11,34 s ausschied, während sie mit der Staffel und über 200 Meter mit 44,64 s und 23,74 s nicht über die erste Runde hinauskam. Mit ihren Leistungen qualifizierte sie sich über 100 Meter für die Weltmeisterschaften in Peking, bei denen sie mit 11,48 s in der Vorrunde ausschied. 2016 gewann sie bei den Ibero-amerikanischen Meisterschaften in Rio de Janeiro in 11,35 s die Bronzemedaille über 100 Meter hinter der Brasilianerin Rosângela Santos und ihrer Landsfrau Ángela Tenorio. Zudem wurde sie in 23,61 s Sechste über 200 Meter. Daraufhin nahm sie erstmals an den Olympischen Sommerspielen ebendort teil und erreichte dort über 100 Meter das Halbfinale, in dem sie mit 11,27 s ausschied. 
2017 gewann das ecuadorianische Sprintteam in 44,26 s erneut das B-Finale bei den World Relays in Nassau. Anschließend belegte sie bei den Südamerikameisterschaften in Luque in 11,30 s den vierten Platz über 100 Meter und erreichte im 200-Meter-Lauf nach 23,93 s Rang sieben. Zudem gewann sie mit der Staffel in 44,53 s die Bronzemedaille hinter den Teams aus Brasilien und Kolumbien. Anfang August schied sie bei den Weltmeisterschaften in London über 100 Meter mit 11,59 s in der Vorrunde aus und auch mit der Staffel verpasste sie mit 43,94 s den Finaleinzug. Im November gewann sie bei den Juegos Bolivarianos in Santa Marta mit 11,30 s die Silbermedaille hinter ihrer Landsfrau Ángela Tenorio im 100 Meter Lauf. Über 200 Meter gewann sie in 23,65 s Bronze hinter der Venezolanerin Nercely Soto und Tenorio und im Staffelbewerb musste sie sich in 45,15 s nur dem venezolanischen Team geschlagen geben. 2018 nahm sie an den Südamerikaspielen in Cochabamba teil und siegte dort mit neuer Bestleistung von 11,12 s über 100 Meter und belegte über 200 Meter in 23,65 s den fünften Platz. Bei den Ibero-amerikanischen Meisterschaften in Trujillo wurde sie in 11,71 s Vierte. Bei den IAAF World Relays 2019 in Yokohama schied sie mit der 4-mal-100-Meter-Staffel mit 44,74 s in der Vorrunde aus und erreichte mit der 4-mal-200-Meter-Staffel in 1:35,91 min den sechsten Platz. Bei den World Athletics Relays 2021 im polnischen Chorzów wurde sie mit der 4-mal-200-Meter-Staffel in 1:36,86 min den dritten Platz hinter den Teams aus Polen und Irland und mit der 4-mal-100-Meter-Staffel erreichte sie in 44,43 s Rang fünf und qualifizierte Ecuador damit für die Olympischen Spiele in Tokio. Anschließend gewann sie bei den Südamerikameisterschaften im heimischen Guayaquil in 11,39 s die Silbermedaille über 100 Meter hinter der Brasilianerin Vitória Cristina Rosa und auch über 200 Meter musste sie sich in 23,35 s nur Rosa geschlagen geben. Zudem gewann sie in der 4-mal-100-Meter-Staffel in 45,66 s die Bronzemedaille hinter Brasilien und Kolumbien und wurde mit der 4-mal-400-Meter-Staffel in 3:44,47 min Vierte. Mit der 4-mal-100-Meter-Staffel nahm sie im August an den Olympischen Spielen in Tokio teil und verpasste dort trotz neuer Landesrekordzeit von 43,69 s den Finaleinzug.
2018 wurde Landázuri ecuadorianische Meisterin in der 4-mal-100-Meter-Staffel sowie 2021 über 200 und 400 Meter.

## Persönliche Bestzeiten
- 100 Meter: 11,12 s (−1,2 m/s) A, 6. Juni 2018 in Cochabamba
- 200 Meter: 23,22 s (−0,1 m/s) A, 29. Oktober 2017 in Quito
- 400 Meter: 55,19 s, 17. April 2021 in Guayaquil